# Občanská válka

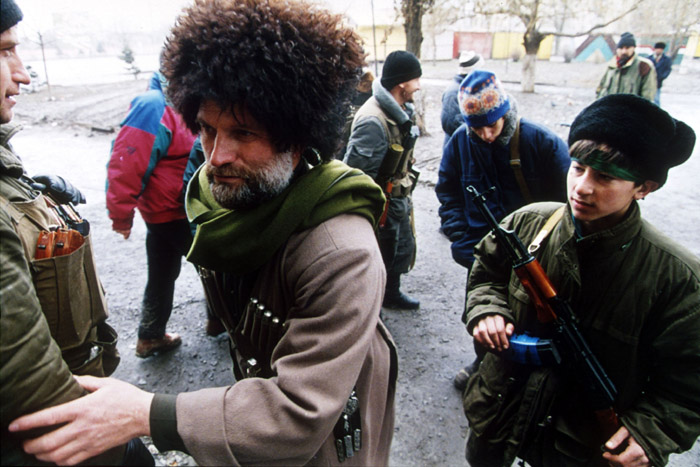
Ilustrativní obrázek nesourodé skupiny bojovníků v Čečensku

Občanská válka je ozbrojený konflikt, v němž obě válčící strany tvoří (alespoň zčásti) obyvatelé jednoho státu bojující zpravidla na jeho území. Cílem jedné může být převzetí nebo udržení kontroly nad státem či jeho regionem, dosažení nezávislosti pro daný region nebo změna či udržení vládních politik. Pojem pochází z římských časů, latinské bellum civile tam bylo prvně použito k označení různých konfliktů uvnitř Římské republiky v 1. století před naším letopočtem. 
Vhodnou situaci pro vznik občanské války představuje slabá centrální vláda, různá forma nerovnosti při výrazném náboženském, sociálním či národnostním pnutí, nebo existence zřetelného útlaku určité jasně definované části obyvatelstva. Zásadní vliv může pocházet i z historie daného státu nebo oblasti. Pro občanské války je typická vysoká intenzita a vysoký počet obětí. Od roku 1945 si občanské války vyžádaly život více než 25 milionů lidí. 

## Příčiny

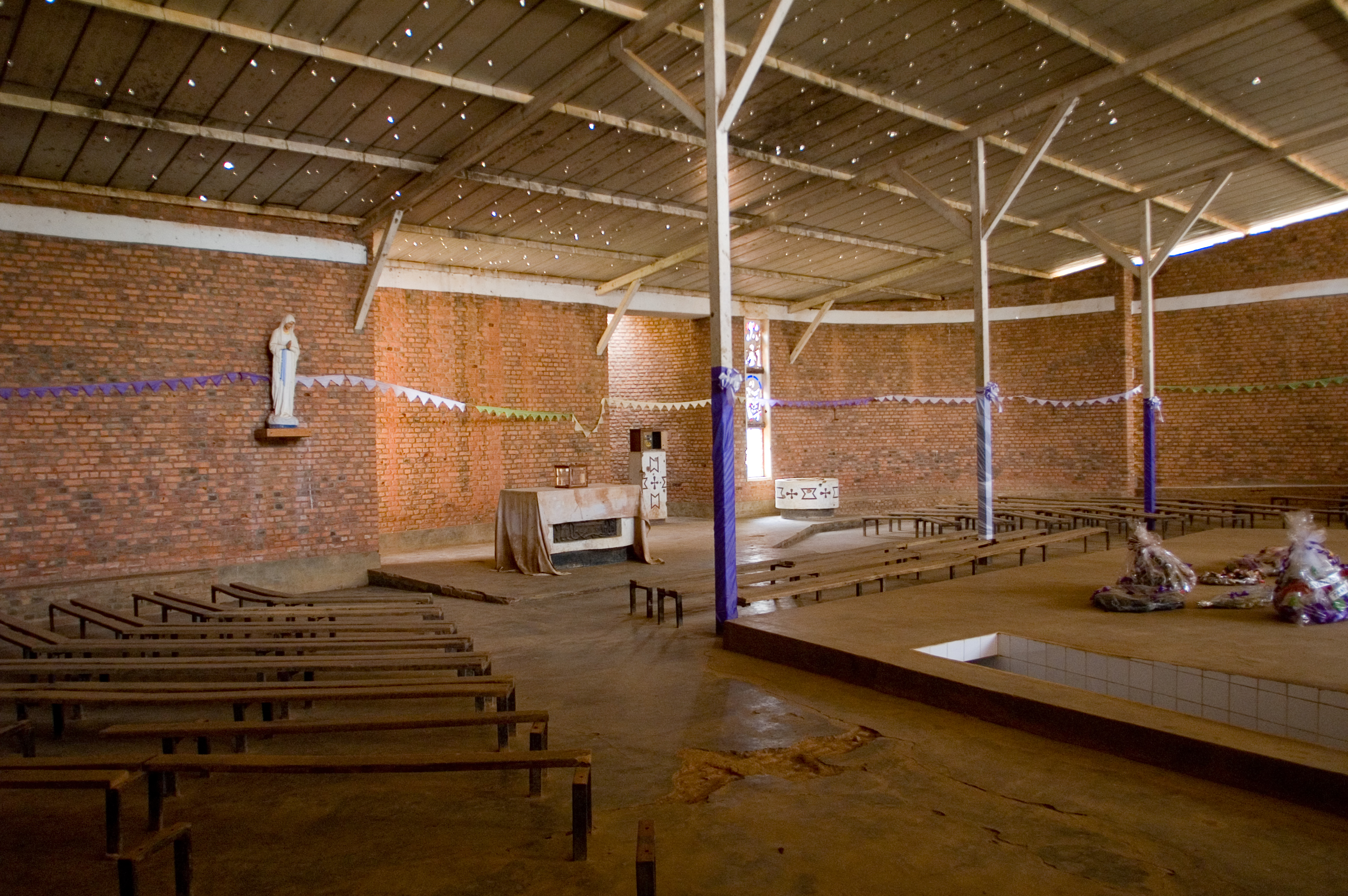
Památník genocidy ve Rwandě, ve kterou vyvrcholila občanská válka znepřátelených Hutuů a Tutsiů

Mezi základní důvody vzniku občanských válek patří národnostní a etnické rozpory, mocenské, hospodářské a ideologické rozpory a náboženské rozpory. Ne vždy však lze války dle tohoto rozdělení specifikovat, neboť někdy mohou být založeny na více důvodech (například v občanské válce v Rusku se válčilo jak z ideologických, tak národnostních důvodů, mnoho povstání Irů proti britské nadvládě bylo motivováno jak národnostně, tak nábožensky). 

### Národnostní rozpory
Nejčastější příčiny takové války bývají v požadavcích jednotlivých etnik či národů žijících uvnitř mnohonárodnostních států, většinou se jedná buď o požadavek autonomie či odtržení části území země, nebo o snahu některého z etnik převzít kontrolu nad řízením státu. Příkladem může být válka v Jugoslávii a jejich nástupnických státech, válka v Kosovu a válka ve Rwandě.

### Mocenské a ideologické rozpory
Mocenské rozpory, například o osobu či stranu stojící v čele země, nebo ideologické rozpory o formu státního zřízení mohou také vést k občanské válce. Tyto případy jsou v současné době nejčastější v rozvojových zemích, ale lze je najít i v historii těch nejvyspělejších států. Příkladem mohou být finská občanská válka, ruská občanská válka či španělská občanská válka. Příkladem ze současnosti je občanská válka v Nepálu.

### Náboženské rozpory
V současné době nejsou náboženské občanské války příliš časté, často se navíc kombinují s národnostními nebo mocenskými válkami. Příkladem náboženských občanských válek mohou být husitské války v českých zemích v 15. století, hugenotské války ve Francii (mezi katolíky a protestanty 1562–1598), povstání kristerů v Mexiku (povstání křesťanů proti radikálně ateistické vládě 1926–1929) či Libanonská občanská válka mezi maronitskými křesťany a sunnitskými muslimy v letech 1975 až 1990.

## Cizí intervence
Do některých občanských válek intervenují cizí mocnosti, obvykle materiální podporou některé z bojujících stran, někdy i přímou vojenskou intervencí. Podle Patricka M. Regana (kniha Občanské války a cizí mocnosti z roku 2000) asi ve dvou třetinách ze 138 vnitrostátních konfliktů mezi koncem druhé světové války a rokem 2000 došlo k mezinárodní intervenci, přičemž do 35 z těchto konfliktů zasáhly Spojené státy. Příčinou byla studená válka mezi východem a západem. V ní se velmoci vyzbrojené jadernými zbraněmi neodvažovaly jít do přímého vojenského střetu mezi sebou, a tak nebylo neobvyklé, že se občanské války stávaly tzv. proxy wars, zástupnými konflikty velmocí (nejzřetelněji to bylo vidět na Korejské válce a Válce ve Vietnamu). To občanské války také zřetelně prodlužovalo. Občanské války od konce druhé světové války do roku 2000 trvaly v průměru přes čtyři roky, což je dramatický nárůst oproti období 1900–1944, kdy trvaly v průměru rok a půl. S tím souvisel i fakt, že v první polovině 20. století neprobíhalo po světě současně více než pět občanských válek, zatímco na konci studené války probíhalo více než 20 souběžných občanských válek. Mechanismus prodlužování občanské války vnějšími intervencemi funguje i po konci studené války, byť spíše kvůli intervenci mocností regionálních (např. role Íránu, Saúdské Arábie a Turecka v syrské občanské válce).

## Násilnost
Často se uvádí, že občanské války jsou krvavější než války klasické, neboť jsou nezřídka doprovázeny etnickými čistkami. Nelze to absolutizovat, vzhledem k tomu, že světové války měly ve 20. století rekordní počet obětí, nicméně mnoho poukazů tu je. Je kupříkladu známo, že bitva u Lipan, v níž se střetlo umírněné křídlo husitů s radikálním křídlem, měla násobně více obětí než bitvy, v nichž se husité utkali s cizími interventy, tedy křižáky. Francouzsko-španělské války v letech 1635–1659 si vyžádaly život asi 300 000 Francouzů, vnitřní náboženský střet, hugenotské války, však 2 až 4 milionů. Jiný podobný příklad lze vidět na Blízkém východě. Vleklý, více než sedmdesátiletý arabsko-izraelský konflikt, jenž se několikrát vyhrotil do otevřené války, si vyžádal asi sto tisíc obětí na obou stranách, zatímco občanské války ve státech, které se tohoto konfliktu účastnily, si vyžádaly násobně více obětí během mnohem kratší doby - v syrské občanské válce to bylo 600 000 mrtvých (a téměř 7 milionů uprchlíků), v libanonské občanské válce to bylo asi 150 000 mrtvých. V italsko-řecké válce v letech 1940-1941 zahynulo asi 80 000 Řeků, v řecké občanské válce krátce poté zhruba dvakrát tolik. V indočínské válce, kde Vietnamci bojovali proti francouzské koloniální moci, jich při nejvyšších odhadech zahynulo 750 000 (1,2 milionů byly celkové oběti války), ovšem ve vietnamské válce, jež byla válkou občanskou (střet mezi komunistickým severem a nacionalistickým jihem) zahynulo v nejvyšších odhadech 3,5 milionu lidí. Několik válek mezi Salvadorem a Guatemalou si vyžádalo od roku 1890 zcela minimální počet obětí, ovšem guatemalská občanská válka si vyžádala až 200 000 mrtvých. 
Dalším typickým rysem občanských válek je vyhánění a masivní přesidlování obyvatelstva, které není srovnatelné s tradičním dočasných odchodem obyvatel kvůli postupu fronty v klasických válkách. Důsledky imigrace v občanských válkách jsou mnohem trvalejší.

## Ekonomika
Někteří badatelé uvádějí, že po klasické válce dochází k poměrně rychlému ekonomickému oživení, zatímco po občanských válkách jsou spíše typické dlouhodobější ekonomické potíže (Somálsko, Libye, Uganda, Angola). Neplatí to ale vždy, například po americké občanské válce (1861–1865) došlo k rychlému růstu. Hodně tudíž také záleží na celkové úrovni a na ekonomickém potenciálu země, v níž k občanské válce došlo. Podstatné asi také je, jaké mocenské uspořádání bylo po válce nastoleno, zda došlo ke kompromisu, jasnému vítězství jedné strany, nebo konflikt spíše zamrzl.